# Florian Panzner

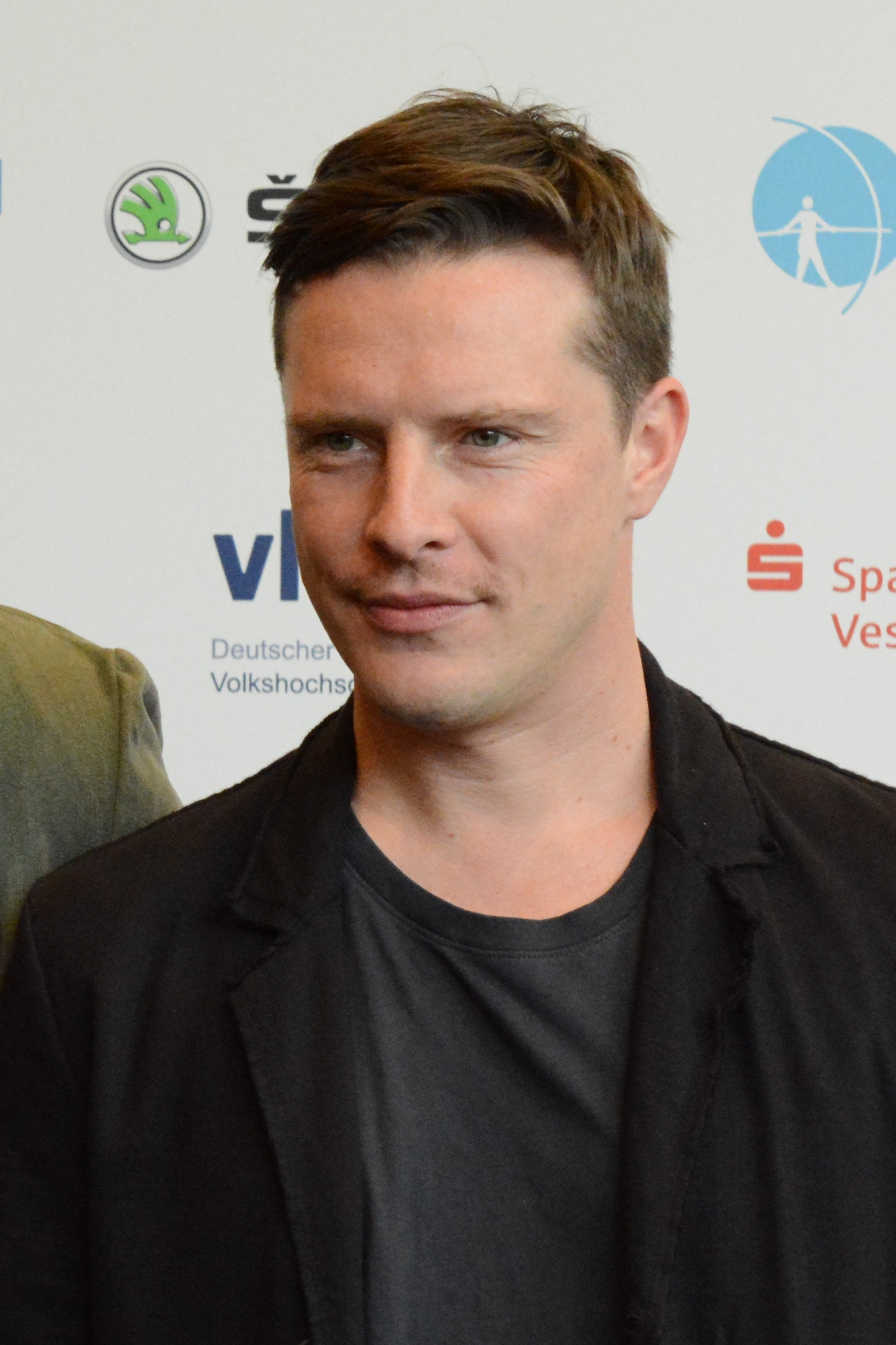
Florian Panzner, 2014

Florian Panzner (* 20. Juli 1976 in Bielefeld) ist ein deutscher Schauspieler. Seinen Durchbruch hatte er 2005 als Hagen in Philip Hauckes Diplomfilm Weiße Stille. Einem breiten Fernsehpublikum wurde er als Assistent Antonio Sgubin in der ARD-Krimireihe Commissario Laurenti und als Kriminaloberkommissar Daniel Prinz in der ZDF-Krimiserie Letzte Spur Berlin bekannt. Seit 1999 spielte er bislang in über 90 Film- und Fernsehproduktionen mit.

## Leben

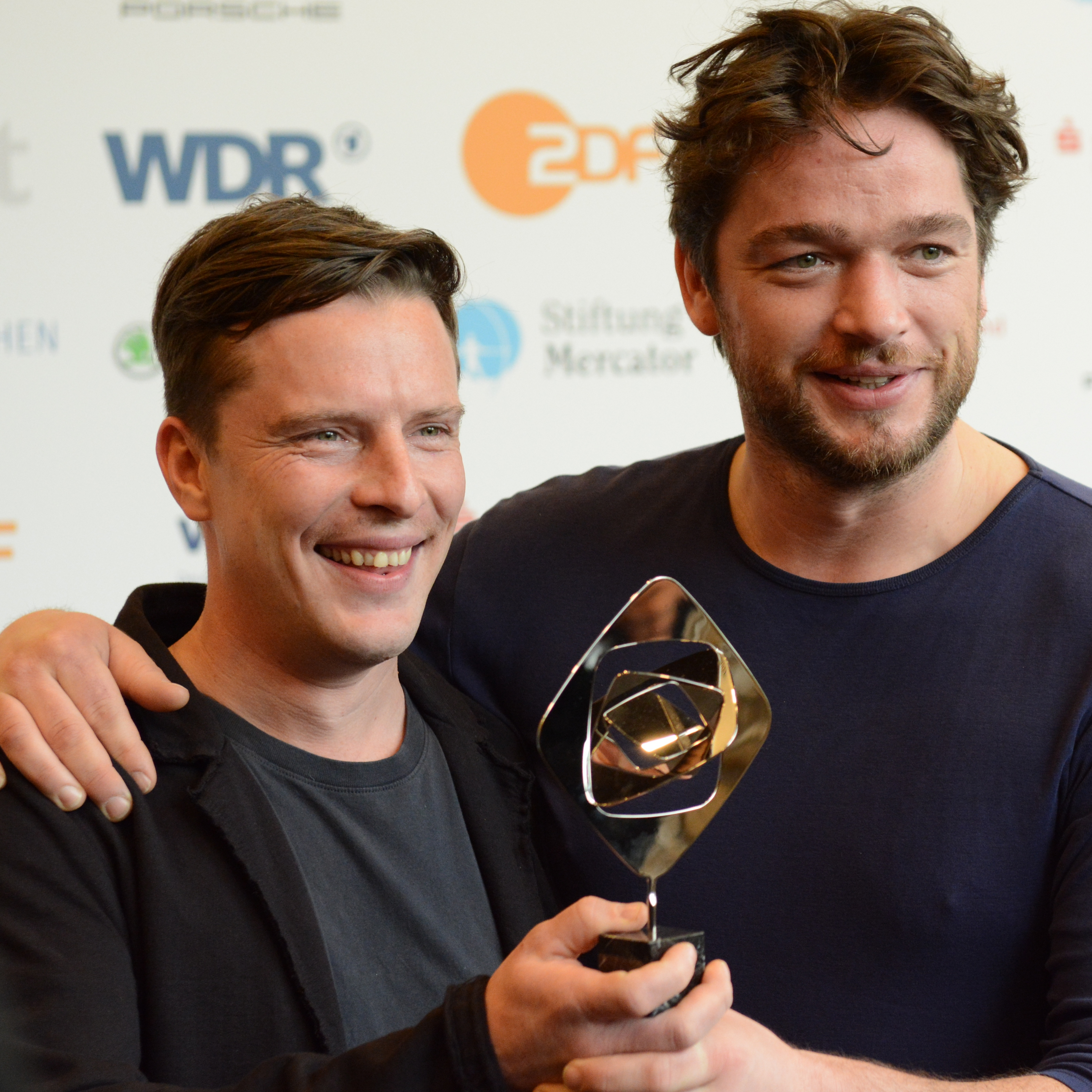
Panzner mit Ronald Zehrfeld bei der Grimme-Preis-Verleihung 2014

Florian Panzner, Sohn eines Opernsängers, spielte bereits als Kind am Theater Bielefeld. Nach dem Abitur absolvierte er ein Schauspielstudium an der Hochschule für Film und Fernsehen „Konrad Wolf“ in Potsdam-Babelsberg. 
1999 gab er sein Filmdebüt in Andreas Kleinerts Filmdrama Wege in die Nacht. 2000 spielte er am Berliner Theater unterm Dach unter der Regie von Peter Zimmermann die Rolle des Truffaldino in der Bühnenkomödie Der Diener zweier Herren von Carlo Goldoni.
Panzner spielte in der Folgezeit in zahlreichen Film- und Fernsehproduktionen, u. a. 1999 in Volker Schlöndorffs Die Stille nach dem Schuss, 2001 in Roland Suso Richters Zweiteiler Der Tunnel, 2003 in dem Episodenfilm Lichter von Hans-Christian Schmid und 2004 in Carsten Fiebelers Ost-West-Komödie Kleinruppin forever in der Rolle des Heiko Koslowski. Im selben Jahr war er als Benni in dem mehrfach auszeichneten Spielfilm Unterwegs von Jan Krüger in seiner ersten Hauptrolle zu sehen. 2005 wurde er für seine schauspielerische Leistung als Hagen in dem Diplomfilm Weiße Stille des Regisseurs Philip Haucke auf dem ungarischen Cinefest International Festival of Young Filmmakers als Bester männlicher Hauptdarsteller ausgezeichnet. 2007 spielte er den Gefreiten Gappa in dem, im Jahr 1974 an der innerdeutschen Grenze spielenden, ZDF-Fernsehfilm An die Grenze. Für seine Rolle als Major Stefan Witt in Stephan Wagners Kriminalfilm Mord in Eberswalde erhielt er gemeinsam mit Ronald Zehrfeld den Grimme-Preis 2014.
Seit 2001 übernimmt Panzner regelmäßig in zahlreichen Fernsehserien- und reihen, u. a. Balko, Berlin, Berlin, Polizeiruf 110, Tatort, Wilsberg, Kommissarin Lucas, Ein starkes Team und Erzgebirgskrimi, Gastrollen. Er spielt auch mehrere feste und wiederkehrende Rollen. Von 2006 bis 2009 gehörte er neben Henry Hübchen und Catherine Flemming als Assistent Antonio Sgubin in der ARD-Krimireihe Commissario Laurenti zur Hauptbesetzung. Von 2012 bis 2015 spielte er als Kriminaloberkommissar Daniel Prinz in einer durchgehenden Rolle in der ZDF-Krimiserie Letzte Spur Berlin, in der es um die Suche nach Vermissten geht. Von 2017 bis 2020 war er als Polizeichef Daniel Kahnwald in der Netflix-Serie Dark (Staffel 1–3) zu sehen. Seit 2020 verkörpert Panzner in der ZDF-Dramaserie Fritzie – Der Himmel muss warten den Kriminalhauptkommissar Stefan Kühne, dessen von Tanja Wedhorn gespielte Ehefrau Fritzie an Brustkrebs erkrankt ist. Im Oktober 2021 stand er in der Rolle des Florian Leitner als Nachfolger von Matthi Faust für die ARD-Heimatfilmreihe Daheim in den Bergen vor der Kamera.

## Filmografie

### Kino
- 1999: Wege in die Nacht
- 2000: Die Stille nach dem Schuss
- 2001: Der Tunnel
- 2001: Endstation Tanke
- 2001: Morakko und der beste Mensch der Welt
- 2002: Tattoo
- 2003: Lichter
- 2003: Wolfsburg
- 2003: Tal der Ahnungslosen
- 2003: Luther
- 2004: Unterwegs
- 2004: Kleinruppin forever
- 2005: Netaji Subhas Chandra Bose: The Forgotten Hero
- 2005: Falscher Bekenner
- 2005: Weiße Stille
- 2008: Mein Freund aus Faro
- 2008: Operation Walküre – Das Stauffenberg-Attentat
- 2009: Pink
- 2010: Interview
- 2011: Der Preis
- 2017: Kundschafter des Friedens
- 2023: Irgendwann werden wir uns alles erzählen

### Fernsehfilme
- 2001: Die Wannseekonferenz (Conspiracy)
- 2007: Wie küsst man einen Millionär?
- 2007: Der Untergang der Lusitania – Tragödie eines Luxusliners
- 2007: TRUST.Wohltat
- 2007: An die Grenze
- 2007: 12 heißt: Ich liebe dich
- 2009: Die Wölfe (Dreiteiler, Teil Nichts kann uns trennen)
- 2010: Familie Fröhlich – Schlimmer geht immer
- 2013: Die Kronzeugin – Mord in den Bergen
- 2013: Mord in Eberswalde
- 2013: Die Frau hinter der Wand
- 2014: Siebenschön
- 2015: Starfighter – Sie wollten den Himmel erobern
- 2016: Drei Väter sind besser als keiner
- 2016: Eine Sommerliebe zu dritt
- 2018: Oma ist verknallt
- 2018: Das Leben vor mir
- 2018: Unschuldig (Zweiteiler)
- 2019: Die Ungewollten – Die Irrfahrt der St. Louis

### Fernsehserien und -reihen
- 2001: HeliCops – Einsatz über Berlin (Folge Fehlgeleitet)
- 2001: Balko (Folge Ein Bulle im Frauenknast)
- 2002: SOKO Leipzig (Folge Dickes Blut)
- 2002: Berlin, Berlin (Folge 3 bis 4)
- 2003: Polizeiruf 110: Abseitsfalle
- 2003: Sperling und der Mann im Abseits
- 2004: Tatort: Gefährliches Schweigen
- 2004: SOKO Wismar (Folge Endstation)
- 2005: Alphateam – Die Lebensretter im OP (Folge Angriffe)
- 2005, 2011: Ein Fall für zwei (verschiedene Rollen, 2 Folgen)
- 2006, 2010: Großstadtrevier (verschiedene Rollen, 2 Folgen)
- 2006: Forsthaus Falkenau (Folge Entscheidung in der Savanne)
- 2006–2009: Commissario Laurenti (5 Folgen)
  - 2006: Die Toten vom Karst
  - 2006: Gib jedem seinen eigenen Tod
  - 2007: Tod auf der Warteliste
  - 2007: Der Tod wirft lange Schatten
  - 2009: Totentanz
- 2006: Tatort: Blutdiamanten
- 2007: Tatort: Schwelbrand
- 2007, 2017: SOKO Köln (verschiedene Rollen, 2 Folgen)
- 2007: Wilsberg: Unter Anklage
- 2009: Kommissarin Lucas – Vergessen und Vergeben
- 2009: Der Dicke (Folge Herzrasen)
- 2009: Marie Brand und das mörderische Vergessen
- 2010: Kommissar Stolberg (Folge Bei Anruf Mord)
- 2011: Ein starkes Team: Blutsschwestern
- 2011, 2016: Der Staatsanwalt (verschiedene Rollen, 2 Folgen)
- 2012–2015: Letzte Spur Berlin (38 Folgen)
- 2012: Die Bergretter (Folge Die Hoffnung stirbt zuletzt)
- 2013: Krimi.de  (Folge Lebensmüde)
- 2013: SOKO München (Folge Brautraub)
- 2014: Crossing Lines (Folge Home Is Where the Heart Is)
- 2014: Tatort: Großer schwarzer Vogel
- 2015: Kommissar Marthaler – Ein allzu schönes Mädchen
- 2017: Tatort: Der scheidende Schupo
- 2017: Tatort: Nachbarn
- 2017: Lena Lorenz: Geliehenes Glück
- 2017: Friesland: Krabbenkrieg
- 2017: Babylon Berlin (4 Folgen)
- 2017–2020: Dark (6 Folgen)
- 2018: Hotel Heidelberg: … Vater sein dagegen sehr
- 2018: Der Alte (Folge Aufstiegskampf)
- 2018: Tatort: KI
- 2020: Erzgebirgskrimi – Tödlicher Akkord
- seit 2020: Fritzie – Der Himmel muss warten
- 2021: Der Bergdoktor (Folge Feind im Kopf)
- 2022: Das Boot
- 2022: Bettys Diagnose (Folge Ein Versprechen)
- 2022: Tatort: Borowski und der Schatten des Mondes
- seit 2023: Dünentod – Ein Nordsee-Krimi (Fernsehserie)
  - 2024: Tod auf dem Meer
  - 2024: Falsches Spiel
  - 2025: Tödliche Geheimnisse
- 2023: Daheim in den Bergen – Die Zweitgeborenen
- 2023: Daheim in den Bergen – Alte Pfade – Neue Wege

## Auszeichnungen
- 2005: Preis als Bester männlicher Hauptdarsteller beim Miskolc Cinefest International Film Festival für seine Rolle in Weiße Stille
- 2014: Grimme-Preis für Mord in Eberswalde